# Jon Gorenc Stanković
Jon Gorenc Stanković (* 14. ledna 1996) je slovinský profesionální fotbalista, který hraje na pozici defenzivního záložníka za rakouský klub SK Sturm Graz a slovinský národní tým.

## Klubová kariéra

### Huddersfield Town
Gorenc Stanković debutoval za Huddersfield Town 9. srpna 2016 v utkání EFL Cupu proti Shrewsbury Town. Svůj ligový debut si odbyl 27. září 2016 jako pozdní náhradník proti Rotherhamu United. Svůj první gól za Huddersfield Town vstřelil 19. srpna 2018 při porážce 6:1 s Manchesterem City.

### Sturm Graz
Dne 29. června 2020 podepsal Gorenc Stanković tříletou smlouvu s rakouským bundesligovým týmem Sturm Graz, i když po zbytek sezóny zůstal v Huddersfieldu, kvůli pandemii covidu-19.

## Reprezentační kariéra
Gorenc Stanković byl poprvé povolán do seniorského týmu Slovinska Srečkem Katancem na přátelské utkání proti Turecku v červnu 2016.
Čtyři roky po svém prvním povolání do národního týmu debutoval 7. října 2020 v přátelském zápase proti San Marinu.

## Statistiky

### Klubové
Platí k zápasu hranému 29. září 2024.
| Klub                             | Sezóna            | Liga                          | Liga   | Liga | Národní pohár | Národní pohár | Ligový pohár | Ligový pohár | Kontinentální | Kontinentální | Celkově | Celkově |
| Klub                             | Sezóna            | Soutěž                        | Zápasy | Góly | Zápasy        | Góly          | Zápasy       | Góly         | Zápasy        | Góly          | Zápasy  | Góly    |
| -------------------------------- | ----------------- | ----------------------------- | ------ | ---- | ------------- | ------------- | ------------ | ------------ | ------------- | ------------- | ------- | ------- |
| Domžale                          | 2012/13           | Prva slovenska nogometna liga | 6      | 0    | 0             | 0             | —            | —            | —             | —             | 6       | 0       |
| Domžale                          | 2013/14           | Prva slovenska nogometna liga | 12     | 0    | 1             | 0             | —            | —            | 2             | 0             | 15      | 0       |
| Domžale                          | Celkově           | Celkově                       | 18     | 0    | 1             | 0             | —            | —            | 2             | 0             | 21      | 0       |
| Borussia Dortmund II (hostování) | 2014/15           | 3. Liga                       | 31     | 1    | —             | —             | —            | —            | —             | —             | 31      | 1       |
| Borussia Dortmund II (hostování) | 2015/16           | Regionalliga West             | 31     | 1    | —             | —             | —            | —            | —             | —             | 31      | 1       |
| Borussia Dortmund II (hostování) | Celkově           | Celkově                       | 62     | 2    | —             | —             | —            | —            | —             | —             | 62      | 2       |
| Huddersfield Town                | 2016/17           | EFL Championship              | 7      | 0    | 4             | 0             | 1            | 0            | —             | —             | 12      | 0       |
| Huddersfield Town                | 2017/18           | Premier League                | 0      | 0    | 0             | 0             | 0            | 0            | —             | —             | 0       | 0       |
| Huddersfield Town                | 2018/19           | Premier League                | 11     | 1    | 1             | 0             | 1            | 0            | —             | —             | 13      | 1       |
| Huddersfield Town                | 2019/20           | EFL Championship              | 19     | 1    | 1             | 0             | 1            | 0            | —             | —             | 21      | 1       |
| Huddersfield Town                | Celkově           | Celkově                       | 37     | 2    | 6             | 0             | 3            | 0            | —             | —             | 46      | 2       |
| Sturm Graz                       | 2020/21           | Rakouská Bundesliga           | 30     | 3    | 5             | 1             | —            | —            | —             | —             | 35      | 4       |
| Sturm Graz                       | 2021/22           | Rakouská Bundesliga           | 30     | 4    | 3             | 0             | —            | —            | 7             | 1             | 40      | 5       |
| Sturm Graz                       | 2022/23           | Rakouská Bundesliga           | 31     | 2    | 6             | 0             | —            | —            | 7             | 0             | 44      | 2       |
| Sturm Graz                       | 2023/24           | Rakouská Bundesliga           | 28     | 3    | 4             | 1             | —            | —            | 12            | 2             | 44      | 6       |
| Sturm Graz                       | 2024/25           | Rakouská Bundesliga           | 8      | 0    | 2             | 1             | —            | —            | 1             | 0             | 11      | 1       |
| Sturm Graz                       | Celkově           | Celkově                       | 127    | 12   | 20            | 3             | —            | —            | 27            | 3             | 174     | 18      |
| Celkově v kariéře                | Celkově v kariéře | Celkově v kariéře             | 244    | 16   | 27            | 3             | 3            | 0            | 29            | 3             | 303     | 22      |

#### Reprezentační góly
Skóre a výsledky Slovinska jsou vždy zapsány jako první. Góly Jona Gorence Stankoviće jsou zvýrazněny.
| Gól | Datum          | Místo                              | Soupeř    | Skóre | Výsledek | Soutěž          |
| --- | -------------- | ---------------------------------- | --------- | ----- | -------- | --------------- |
| 1.  | 4. června 2021 | Bonifika Stadium, Koper, Slovinsko | Gibraltar | 6:0   | 6:0      | Přátelský zápas |

## Úspěchy
Sturm Graz
- Rakouská Bundesliga: 2023/24
- ÖFB-Cup: 2022/23, 2023/24